# Betulinezuur
Betulinezuur is een in de natuur voorkomend pentacyclisch triterpenoïde met antiretrovirale, antimalaria en ontstekingsremmende eigenschappen.  Daarnaast staat de stof sinds 2002 in de belangstelling vanwege antitumorale werking door het blokkeren van het enzym topo-isomerase. Betulinezuur wordt onder ander gevonden in berkenbast Betula pubescens waar het zuur ook zijn naam aan te danken heeft.